# 연구개 접근음
연구개 접근음(軟口蓋接近音)은 자음의 하나로 연구개에서 조음하는 접근음이다.

## 발음의 예
- 한국어: ㅇ으로 시작하는 ㅢ의 ㅡ에서 이 소리가 난다.
- 남부 베트남어, 과라니어: g에서 이 소리가 난다.
- 아일랜드어: 넓은 자음과 전설모음 사이의 ao에서 이 소리가 난다.